# Pseudoparanaspia lepturoides
Pseudoparanaspia lepturoides là một loài bọ cánh cứng trong họ Cerambycidae.